# Lucien d'Azambuja
Henri Lucien d'Azambuja (Paris, 28 de janeiro de 1884 — 18 de julho de 1970) foi um astrônomo francês.
Estudou a atmosfera solar. Trabalhou no Observatório de Paris em Meudon, onde construiu juntamente com Henri-Alexandre Deslandres um espectrógrafo de grande porte.